# Damernas solo i konstsim vid olympiska sommarspelen 1984
Damernas solo i konstsim vid olympiska sommarspelen 1984 i Los Angeles, USA, avgjordes den 12 augusti 1984. USA vann tävlingen.

## Medaljörer
| Gren | Guld            | Silver               | Brons                  |
| Solo | Tracie Ruiz USA | Carolyn Waldo Kanada | Miwako Motoyoshi Japan |

## Resultat

### Final
| Placering | Konstsimmare            | Totalpoäng |
| --------- | ----------------------- | ---------- |
|           | Tracie Ruiz (USA)       | 198,467    |
|           | Carolyn Waldo (CAN)     | 195,300    |
|           | Miwako Motoyoshi (JPN)  | 187,050    |
| 4         | Marijke Engelen (NED)   | 182,632    |
| 5         | Gudrun Hanisch (FRG)    | 182,017    |
| 6         | Caroline Holmyard (GBR) | 182,000    |
| 7         | Muriel Hermine (FRA)    | 180,534    |
| 8         | Karin Singer (SUI)      | 178,383    |